# Sân bay Presidente Prudente
Sân bay Presidente Prudente (mã sân bay IATA: PPB, mã sân bay ICAO: SBDN) là một sân bay tọa lạc ở Presidente Prudente, Brasil. Năm 2014, sân bay này đã phục vụ lượt khách.